# Carole Gallagher
Carole Gallagher (San Francisco, 24 febbraio 1923 – Los Angeles, 29 agosto 1966) è stata un'attrice statunitense.

## Biografia
Prima dei quattro figli di un avvocato di San Francisco, crebbe a Santa Monica dove si diplomò e poi andò a Hollywood, dove prese lezioni di recitazione. Nel 1942 ottenne un contratto dalla Metro-Goldwyn-Mayer e il primo ruolo importante con il film The Falcon and the Co-eds (1943), cui seguì Girl Crazy (1943), con Mickey Rooney e Judy Garland. Ancora per la serie The Falcon interpretò The Falcon Out West (1944).
Nel 1943 sposò l'attore Dick Foran, dal quale ebbe il figlio Sean, ma divorziò l'anno successivo. Nel 1946 sposò l'attore di origini italiane James Ferrara, e l'anno seguente tornò sugli schermi dopo una pausa di tre anni. Interpretò piccoli ruoli e nel 1949, dopo Iwo Jima, deserto di fuoco, lasciò il cinema.
Divorziata da Ferrara nel 1950, si sposò altre due volte. Morì nel 1966, a 43 anni, e fu sepolta nel Forest Lawn Memorial Park di Glendale, presso Los Angeles.

## Filmografia
- Personalities (1942)
- Viaggio per la libertà (1943)
- The Falcon and the Co-eds (1943)
- Girl Crazy (1943)
- The Falcon Out West (1944)
- Hit Parade of 1947 (1947)
- Secret Service Investigator (1948)
- The Denver Kid (1948)
- Homicide for Three (1948)
- Blondie's Secret (1948)
- Iwo Jima, deserto di fuoco (1949)

## Fonti
- Stella Star, Carole Gallagher, January 16, 2016